# Sonata para piano en fa mayor (Sibelius)
La Sonata en fa mayor, Op. 12 es una sonata para piano en tres movimientos de Jean Sibelius, terminada en 1893. 
Se estrenó tuvo lugar por Oskar Merikanto en Helsinki el 17 de abril de 1895. Ilmari Hannikainen dijo que «la sonata para piano en fa mayor es una obra espléndido. Fresca, refrescante y llena de vida. A veces he escuchado el sonido orquestal de la sonata (los trémolos de la mano izquierda). En mi opinión la sonata muestra el estilo sibeliano de piano en su forma más genuina. No hay duda de que hay algún trémolo en ella. Todas las notas parecen corcheas o semicorcheas, en la forma de, por ejemplo, de las sonatas para piano de Beethoven. Cuando está bien y cuidadosamente ensayada —e interpretada— esta sonata en fa mayor es una pieza para todo un virtuoso».

## Movimientos
1. Allegro
2. Andantino
3. Vivacissimo